# Tyrós
Tyrós är en ort i Grekland.   Den ligger i prefekturen Arkadien och regionen Peloponnesos, i den södra delen av landet, 110 km sydväst om huvudstaden Aten. Tyrós ligger 211 meter över havet och antalet invånare är 211.
Terrängen runt Tyrós är varierad. Havet är nära Tyrós åt nordost. Runt Tyrós är det glesbefolkat, med 11 invånare per kvadratkilometer. Närmaste större samhälle är Leonídio, 8,1 km söder om Tyrós. 